# Carl Theodor Theuß
Carl Theodor Theuß   (Weimar, 14 d'abril de 1785 - Weimar, 21 de gener de 1847) fou un compositor i mestre de capella alemany.
Es dedicà a l'estudi de la música, fent ràpids progressos sota la direcció de Destouches, aleshores mestre de capella del gran duc de Saxònia-Weimar. La mort del seu pare l'obligà encarregar-se dels negocis de la casa, sense que per això abandonés la lectura de les composicions clàssiques. Esdeveniments que s'ignoren el forçaren a ingressar al servei militar i formà part de la host de Weimar que acompanyà Napoleó en la seva expedició a Rússia. Fou fet presoner prop de Vílnius el 1812 i posat en llibertat el 1814, any en què tornà a la seva pàtria, dedicant-se des de llavors exclusivament a la música.
Després d'alguns viatges a Praga, Viena, Leipzig, Frankfurt i París, el 1818 aconseguí la plaça de director de la música militar de Weimar, càrrec que desenvolupà durant molt de temps sent pensionat el 1841.
Entre les seves composicions cal citar: 
- Serenata per a flauta i clarinet, dos corns i baix;
- Potpourri militar, vers cançons i balls russos; 12 peces per a corn, dues trompetes i trombó;
- 6 marxes característiques a gran orquestra;
- una col·lecció de petites peces i balls per a piano;
- col·lecció de cançons i balades a veu sola amb piano, o a diverses veus.

També publicà gran nombre d'aires nacionals i deixà l'òpera titulada Die Bluende Aloe, que fou representada a Weimar el 1836.